# 河鰭基秀
河鰭 基秀（かわばた もとひで）は、江戸時代前期の公卿。左近衛権中将・持明院基久の子。官位は正三位・非参議。

## 経歴
河鰭公虎（西洞院時慶）が西洞院家を相続したために中絶していた河鰭家を再興した。寛永5年（1628年）右近衛権中将になる。寛永15年（1638年）正月5日に従三位に叙位される。
その後、正三位・非参議に至ったが、寛文3年（1663年）11月10日に出家し、翌寛文4年（1664年）2月11日に薨去。享年59。

## 系譜
- 父：持明院基久
- 母：不詳
- 正室：土御門泰重の娘
  - 男子：河鰭実陳
  - 女子：河鰭秀子 - 松木宗条室